# Microthia coccolobae
Microthia coccolobae är en svampart som först beskrevs av Vizioli, och fick sitt nu gällande namn av Gryzenh. & M.J. Wingf. 2006. Microthia coccolobae ingår i släktet Microthia och familjen Cryphonectriaceae.   Inga underarter finns listade i Catalogue of Life.